# Vrilissia

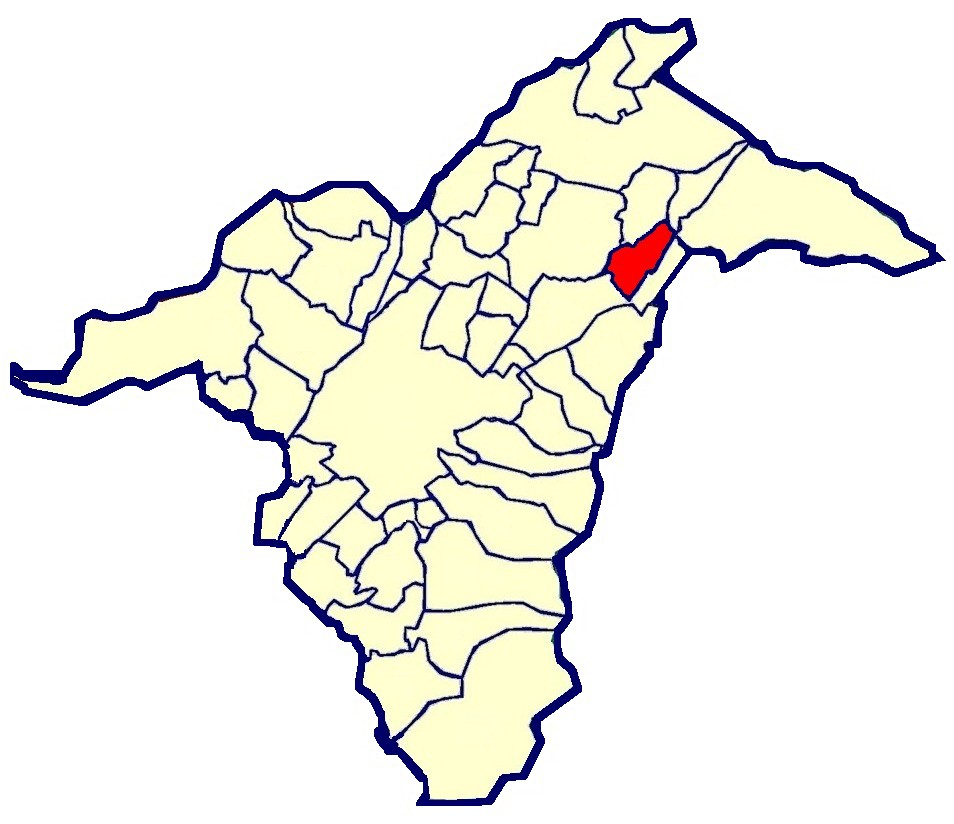
Position dans le Nome d'Athènes.

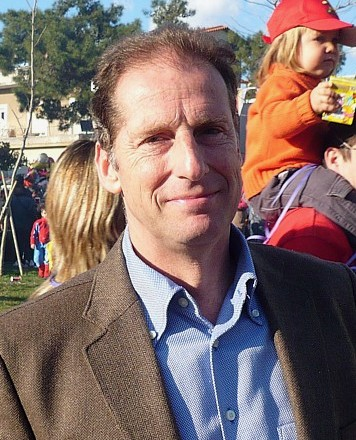
Le maire : Kostas Ioannidis.

Vrilissia (en grec moderne : Βριλήσσια) est une petite ville grecque située près d'Athènes, en Attique. Près de 40 000 personnes y vivent. Elle est située à l'extrémité nord-est de la métropole d'Athènes et est accessible par Attiki Odos, le train de banlieue et de métro de transit.
La ville compte plusieurs parcs et un petit bois, près de la montagne du Pentélique.

## Population
| Année | Population | Densité hab./ km² | Population ajoutée | Nouvelle augmentation | Augmentation depuis 1951 |
| ----- | ---------- | ----------------- | ------------------ | --------------------- | ------------------------ |
| 1951  | 825        | 214               |                    |                       |                          |
| 1961  | 2 353      | 610               | 1 528              | +185,21 %             | 185,21 %                 |
| 1971  | 3 841      | 996               | 1 488              | +63,23 %              | 365,57 %                 |
| 1981  | 7 587      | 1 968             | 3 746              | +97,52 %              | 819,63 %                 |
| 1991  | 16 571     | 4 297             | 8 984              | +118,4 %              | 1 908,60 %               |
| 2001  | 25 582     | 6 634             | 9 011              | +54,4 %               | 3 000,84 %               |
| 2008  | 40 312     | 10 454            | 14 730             | +57,58 %              | 4 786,30 %               |

## Jumelage
- Vrilissia est jumelée avec Naples, en Italie. Les deux villes organisent ensemble des bazars.
- La ville est aussi jumelée à Ottweiler, en Allemagne, et l'un des principaux ponts de cette commune porte son nom.